# Filmographie de Walt Disney
 (mars 2025).
Cette page est la Filmographie de Walter Disney à ne pas confondre avec les productions de Walt Disney Pictures
(P) = producteur ; (R) = réalisateur ; (A) = acteur (Voix de Mickey Mouse, entre autres)

## Années 1920

### 1921
- Kansas City Girls Are Rolling Their Own Now (R)
- Kansas City's Spring Clean-up (R)
- Did You Ever Take a Ride Over Kansas City Street 'In a Fliver' (R)
- Cleaning Up!!? (R)

### 1922
- Little Red Riding Hood (P) (R)
- The Four Musicians of Bremen (P) (R)
- Jack and the Beanstalk (P) (R)
- Goldie Locks and the Three Bears (P) (R)
- Puss in Boots (P) (R)
- Tommy Tucker's Tooth (P) (R)
- Cinderella (P) (R)

### 1923
- Alice's Wonderland (P) (R) (A)

### 1924
- Alice's Day at Sea (P) (R)
- Alice's Spooky Adventure (P) (R)
- Alice's Fishy Story (P) (R) (A)
- Alice and the Dog Catcher (P) (R)
- Alice Hunting in Africa (P) (R)
- Alice and the Three Bears (P) (R)
- Alice the Piper (P) (R)
- Alice's Wild West Show (R)
- Alice the Peacemaker (R)
- Alice Gets in Dutch (R)

### 1925
- Alice Cans the Cannibals (P) (R)
- Alice the Toreador (P) (R)
- Alice Gets Stung (P) (R)
- Alice Solves the Puzzle (P) (R)
- Alice Loses Out (P) (R)
- Alice Wins the Derby (P) (R)
- Alice's Tin Pony (P) (R)
- Alice is Stage Struck (P) (R)
- Alice Plays Cupid (P) (R)
- Alice Picks the Champ (P) (R)
- Alice's Egg Plant (R)
- Alice the Jail Bird (R)
- Alice Chops the Suey (R)
- Alice in the Jungle (R)

### 1926
- Clara Cleans Her Teeth (P)
- Alice Rattled by Rats (P) (R)
- Alice's Little Parade (P) (R)
- Alice's Balloon Race (P) (R)
- Alice's Orphan (P) (R)
- Alice Charms the Fish (P) (R)
- Alice's Monkey Business (P) (R)
- Alice in Slumberland (P) (R)
- Alice the Fire Fighter (P) (R)
- Alice Cuts the Ice (P) (R)
- Alice Helps the Romance (P)(R)
- Alice's Spanish Guitar (P) (R)
- Alice's Brown Derby (P) (R)
- Alice the Lumberjack (P) (R)
- Alice on the Farm (R)
- Alice's Mysterious Mystery (R)
- Alice in the Wooly West (R)

### 1927
- Alice the Golf Bug (P) (R)
- Alice Foils the Pirates (P) (R)
- Alice at the Carnival (P) (R)
- Alice at the Rodeo (P) (R)
- Alice the Collegiate (P) (R)
- Alice in the Alps (P) (R)
- Alice's Auto Race (P) (R)
- Alice's Circus Daze (P) (R)
- Alice's Three Bad Eggs (P) (R)
- Alice's Knaughty Knight (P) (R)
- Alice's Picnic (P) (R)
- Alice's Channel Swim (P) (R)
- Alice in the Klondike (P) (R)
- Alice's Medicine Show (P) (R)
- Alice the Beach Nut (P) (R)
- Alice in the Big League (P) (R)
- Trolley Troubles (R)
- Alice the Whaler (R)
- Oh Teacher (R)
- The Ocean Hop (R)
- The Mechanical Cow (R)
- All Wet (R)
- Great Guns (R)
- The Banker's Daughter (R)
- Rickety Gin (R)
- Empty Socks (R)
- Harem Scarem (R)
- Neck 'n' Neck (R)

### 1928
- Plane Crazy (P) (R) (A)
- Steamboat Willie (P) (R) (A)
- Mickey gaucho (The Gallopin' Gaucho) (P) (A)
- The Ol' Swimmin' Hole (R)
- Africa Before Dark (R)
- Rival Romeos (R)
- Bright Lights (R)
- Sagebrush Sadie (R)
- Ride'em Plowboy (R)
- Ozzie of the Mounted (R)
- Oh, What a Knight (R)
- Hungry Hoboes (R)
- Sky Scrappers (R)
- Poor Papa (R)
- The Fox Chase (R)
- Tall Timber (R)
- Sleigh Bells (R)
- Hot Dog (R)

### 1929
- Bal de campagne (The Barn Dance) (P) (R) (A)
- L'Opéra (The Opry House) (P) (R)
- When the Cat's Away (P) (R)
- Champ de bataille (The Barnyard Battle) (P)
- Mickey laboureur (The Plowboy) (P) (A)
- The Karnival Kid (P) (R) (A)
- La Locomotive de Mickey (Mickey's Choo-Choo) (P) (A)
- Le Fou de jazz (The Jazz Fool) (P) (R) (A)
- The Haunted House (P) (R) (A)
- Les Vagues sauvages (Wild Waves) (P) (A)
- La Danse macabre (The Skeleton Dance) (P) (R)
- El Terrible Toreador (P) (R)
- Springtime (P)
- Les Cloches de l'Enfer (Hell's Bells) (P)
- Les Rythmes de la jungle (Jungle Rhythm) (P) (R) (A)
- Mickey's Follies (A)
- The Merry Dwarfs (P) (R)

## Années 1930

### 1930
- Summer (P)
- Autumn (P)
- Concert rustique (The Barnyard Concert) (P) (R) (A)
- Cannibal Capers (P)
- Just Mickey (P) (R) (A)
- Qui s'y frotte s'y pique (The Cactus Kid) (P) (R) (A)
- Frolicking Fish (P)
- Arctic Antics (P)
- Combattants du feu (The Fire Fighters) (P) (A)
- Midnight in a Toy Shop (P)
- La Fête joyeuse (The Shindig) (P) (A)
- Night (P) (R)
- Monkey Melodies (P)
- Symphonie enchaînée (The Chain Gang) (P) (A)
- Gare au gorille (The Gorilla Mystery) (P) (A)
- Winter (P)
- Le Pique-nique (The Picnic) (P) (A)
- Pioneer Days (P) (A)
- Playful Pan (P)
- Minnie's Yoo Hoo (R) (A)

### 1931
- Le Goûter d'anniversaire (The Birthday Party) (P) (A)
- Woody goguenarde (Birds of a Feather) (P)
- Mickey et les Embouteillages (Traffic Troubles) (P) (A)
- L'Esseulé (The Castaway) (P) (A)
- Les Chansons de la mère l'oie (Mother Goose Melodies) (P)
- La Chasse à l'élan (The Moose Hunt) (P) (A)
- L'Assiette de porcelaine (The China Plate) (P)
- The Delivery Boy (P) (A)
- Mickey est de sortie (Mickey Steps Out) (P) (A)
- En plein boulot (The Busy Beavers) (P)
- The Cat's Nightmare (P)
- Rythme en bleu (Blue Rhythm) (P) (A)
- Mélodies égyptiennes (Egyptian Melodies) (P)
- Fishin' Around (P) (A)
- The Clock Store (P)
- The Spider and the Fly (P)
- Diffusion Maison (The Barnyard Broadcast) (P) (A)
- The Beach Party (P) (A)
- The Fox Hunt (P)
- Mickey jardinier (Mickey Cuts Up) (P) (A)
- Les Orphelins de Mickey (Mickey's Orphans) (P) (A)
- Le Vilain Petit Canard (The Ugly Duckling) (P)

### 1932
- The Bird Store (P)
- La Chasse au canard (The Duck Hunt) (P) (A)
- L'Épicier (The Grocery Boy) (P) (A)
- Chien enragé (The Mad Dog) (P) (A)
- Olympiques rustiques (Barnyard Olympics) (P) (A)
- Mickey au théâtre (Mickey's Revue) (P) (A)
- The Bears and the Bees (P)
- Le Fermier musicien (Musical Farmer) (P) (A)
- Mickey in Arabia (P) (A)
- Des arbres et des fleurs (Flowers and Trees) (P)
- Rien qu'un chien (Just Dogs) (P)
- Le Cauchemar de Mickey (Mickey's Nightmare) (P) (A)
- Trader Mickey (P) (A)
- Le Roi Neptune (King Neptune) (P)
- The Whoopee Party (P) (A)
- Bugs in Love (P)
- Mickey marque un essai (Touchdown Mickey) (P) (A)
- Mickey et le Canari (The Wayward Canary) (P) (A)
- Mickey au Grand Nord (The Klondike Kid) (P) (A)
- Parade des nommés aux Oscars 1932 (Parade of the Award Nominees) (P)
- Les Enfants des bois (Babes in the Woods) (P)
- L'Atelier du Père Noël (Santa's Workshop) (P)
- Mickey père Noël (Mickey's Good Deed) (P)

### 1933
- Bâtissons (Building a Building) (P) (A)
- The Mad Doctor (P) (A)
- Mickey et son ami Pluto (Mickey's Pal Pluto) (P) (A)
- Birds in the Spring (P)
- Mickey's Mellerdrammer (P) (A)
- Mickey au Moyen Âge (Ye Olden Days) (P) (A)
- L'Arche de Noé (Father Noah's Ark) (P)
- Les Trois Petits Cochons (Three Little Pigs) (P) (A)
- Mickey postier du ciel (The Mail Pilot) (P) (A)
- Mickey mécano (Mickey's Mechanical Man) (P) (A)
- Mickey's Gala Premier (P) (A)
- Old King Cole (P)
- Au pays de la berceuse (Lullaby Land) (P)
- Le Premier Amour (Puppy Love) (P) (A)
- The Pied Piper (P)
- The Steeple Chase (P) (A)
- The Pet Store (P) (A)
- Giantland (P) (A)
- The Night Before Christmas (P)

### 1934
- Marin malgré lui (Shanghaied) (P) (A)
- The China Shop (P)
- La Cigale et la Fourmi (The Grasshopper and the Ants) (P)
- L'Art du camping (Camping Out) (P) (A)
- Pluto jongleur (Playful Pluto) (P) (A)
- Les Petits Lapins joyeux (Funny Little Bunnies) (P)
- Le Grand Méchant Loup (The Big Bad Wolf) (P)
- Mickey Gulliver (Gulliver Mickey) (P) (A)
- Une petite poule avisée (The Wise Little Hen) (P)
- Le Rouleau-compresseur de Mickey (Mickey's Steamroller) (P) (A)
- La Souris volante (The Flying Mouse) (P)
- Le Gala des orphelins (Mickey's Orphans) (P) (A)
- Histoire de pingouins (Peculiar Penguins) (P)
- Mickey papa (Mickey Plays Papa) (P) (A)
- The Goddess of Spring (P)
- Un enlèvement de chien (The Dognapper) (P) (A)
- Mickey tireur d'élite (Two-Gun Mickey) (P) (A)
- Hollywood Party (A)
- Gaynor's Nightmare (P) dans Servant's Entrance (co-R)

### 1935
- Le Lièvre et la Tortue (The Tortoise and the Hare) (P)
- Robinson Mickey (Mickey's Man Friday) (P) (A)
- La Fanfare (The Band Concert) (P)
- Les Joyeux Mécaniciens(Mickey's Service Station) (P) (a)
- Le Roi Midas (The Golden Touch) (P) (R)
- Mickey's Kangaroo (P) (A)
- Le Petit Chat voleur (The Robber Kitten) (P)
- Bébés d'eau (Water Babies) (P)
- Carnaval des gâteaux (The Cookie Carnival) (P)
- Qui a tué le rouge-gorge ? (Who Killed Cock Robin?) (P)
- Le Jardin de Mickey (Mickey's Garden) (P) (A)
- Mickey pompier (Mickey's Fire Brigade) (P) (A)
- Le Jour du jugement de Pluto (Pluto's Judgement Day) (P) (A)
- Mickey patine (On Ice) (P) (A)
- Jazz Band contre Symphony Land (Music Land) (P)
- Trois petits orphelins (Three Orphan Kittens) (P)
- Cock o' the Walk (P)
- Broken Toys (P)

### 1936
- L'Équipe de Polo (Mickey's Polo Team) (P) (A)
- Partie de campagne (Orphans' Picnic) (P) (A)
- Mickey's Grand Opera (P) (A)
- Elmer l'éléphant (Elmer Elephant) (P)
- Les Trois Petits Loups (Three Little Wolves) (P)
- De l'autre côté du miroir (Thru the Mirror) (P) (A)
- Le Rival de Mickey (Le Rival de Mickey) (P) (A)
- Le Déménagement de Mickey (Moving Day) (P) (A)
- Les Alpinistes (Alpine Climbers) (P) (A)
- Le Cirque de Mickey (Mickey's Circus) (P) (A)
- Le Retour de Toby la tortue (Toby Tortoise Returns) (P)
- Donald et Pluto (Donald and Pluto) (P)
- Trois Espiègles Petites Souris (P)
- L'Éléphant de Mickey (Mickey's Elephant) (P) (A)
- Cousin de campagne (The Country Cousin) (P)
- Papa Pluto (Mother Pluto) (P)
- More Kittens (P)

### 1937
- Le mouton devient loup (The Worm Turns) (P) (A)
- Don Donald (P)
- Mickey Magicien (Magician Mickey) (P) (A)
- Cabaret de nuit (Woodland Café) (P)
- Amateurs de Mickey (Mickey's Amateurs ) (P) (A)
- Chasseurs d'élans (Moose Hunters) (P) (A)
- Le Petit Indien (Little Hiawatha) (P)
- Inventions modernes (Modern Inventions) (P)
- Vacances à Hawaï (Hawaiian Holiday) (P) (A)
- Nettoyeurs de pendules (Clock Cleaners) (P) (A)
- Le Vieux Moulin (The Old Mill) (P)
- Les Quintuplés de Pluto (Pluto's Quin-puplets) (P)
- L'Autruche de Donald (Donald's Ostrich) (P)
- Blanche-Neige et les Sept Nains (Snow White and the Seven Dwarfs) (P)
- Les Revenants solitaires (Lonesome Ghosts) (P) (A)

### 1938
- Le Sang-froid de Donald (self control) (P)
- Constructeurs de bateau (Boat Builders) (P) (A)
- L'Ange gardien de Donald (Donald's Better Self) (P)
- Moth and the Flame (P)
- Les Neveux de Donald (Donald's Nephews) (P)
- La Remorque de Mickey (Mickey's Trailer) (P) (A)
- Au pays des étoiles (Wynken, Blynken & Nod) (P)
- Trappeurs arctiques (Polar Trappers) (P)
- Bons Scouts (Good Scouts) (P)
- Chasseurs de baleines (The Whalers) (P) (A)
- Le Perroquet de Mickey (Mickey's Parrot) (P) (A)
- Le Brave Petit Tailleur (Brave Little Tailor) (P) (A)
- La Chasse au renard (The Fox Hunt) (P)
- Symphonie d'une cour de ferme (Farmyard Symphony) (P)
- Donald joue au golf (Donald's Golf Game) (P)
- Ferdinand le taureau (Ferdinand the Bull) (P)
- Les Bébés de l'océan (Merbabies) (P)
- Mother Goose Goes Hollywood (P)

### 1939
- Standard Parade (P)
- Donald le chanceux (Donald's Lucky Day) (P)
- Mickey à l'exposition canine (Society Dog Show) (P) (A)
- Le Cochon pratique (The Practical Pig) (P)
- Dingo et Wilbur (Goofy and Wilbur) (P)
- Le Vilain Petit Canard (The Ugly Duckling) (P)
- Champion de hockey (The Hockey Champ) (P)
- Le Cousin de Donald (Donald's Cousin Gus) (P)
- Pique-nique sur la plage (Beach Picnic) (P)
- Scouts marins (Sea Scouts) (P)
- Chien d'arrêt (The Pointer) (P) (A)
- Le Pingouin de Donald (Donald's Penguin) (P)
- Chasseur d'autographes (The Autograph Hound) (P)
- Agent Canard (Officer Duck) (P)
- La Surprise-partie de Mickey (Mickey's Surprise Party) (A)

## Années 1940

### 1940
- Pinocchio (P)
- Donald le riveur (The Riveter) (P)
- La Blanchisserie de Donald (Donald's Dog Laundry) (P)
- Le Remorqueur de Mickey (Tugboat Mickey) (P) (A)
- Colleurs d'affiches (Billposters) (P)
- L'Entreprenant M. Duck (Mr. Duck Steps Out) (P)
- Pluto a des envies (Bone Trouble) (P)
- Donald a des ennuis (Put-Put Troubles) (P)
- Donald fait du camping (Donald's Vacation) (P)
- Le Rêve de Pluto (Pluto's Dream House) (P) (A)
- Nettoyeurs de carreaux (Window Cleaners) (P)
- Le Voyage de Mickey (Mr. Mouse Takes a Trip) (P) (A)
- Fantasia (P) (A)-séquence L'Apprenti sorcier (The Sorcerer's Apprentice)
- Le Planeur de Dingo (Goofy's Glider) (P)
- Donald capitaine des pompiers (Fire Chief) (P)
- Pluto resquilleur (P)

### 1941
- Donald bûcheron (Timber) (P)
- Le Camarade de Pluto (Pluto's Playmate) (P)
- Le Tourbillon (The Little Whirlwind) (P) (A)
- La Poule aux œufs d'or (Golden Eggs) (P)
- Attention fragile (Baggage Buster) (P)
- Pluto majordome (A Gentleman's Gentleman) (P)
- Donald à la kermesse (A Good Time for a Dime) (P)
- Mickey et Pluto golfeurs (Canine Caddy) (P) (A)
- Les Années 90 (The Nifty Nineties) (P) (A)
- Bonne nuit Donald (Early to Bed) (P)
- Donald garde-champêtre (Truant Officer Donald) (P)
- Mickey bienfaiteur (Orphans' Benefit) (P) (A)
- Donald fermier (Old MacDonald Duck) (P)
- Tends la patte (Lend a Paw) (P) (A)
- Dumbo (P)
- Donald photographe (Donald's Camera) (P)
- Leçon de ski (The Art of Skiing) (P)
- The Thrifty Pig (P)
- Donald cuistot (Chef Donald) (P)
- Seven Wise Dwarves (P)
- Dingo champion de boxe (The Art of Self Defense) (P)

### 1942
- Der Fuehrer's Face (P)
- Food Will Win the War (P)
- Aquarela do Brasil (P)
- Donald's Decision (P)
- All Together (P) (A)
- Donald forgeron (The Village Smithy) (P)
- The New Spirit (P)
- L'Anniversaire de Mickey (Mickey's Birthday Party) (P) (A)
- Pluto Junior (P)
- L'Heure symphonique (Symphony Hour) (P) (A)
- Donald bagarreur (Donald's Snow Fight) (P)
- Donald à l'armée (Donald Gets Drafted) (P)
- La Mascotte de l'armée (The Army Mascot) (P)
- Le Jardin de Donald (Donald's Garden) (P)
- Pluto somnambule (The Sleepwalker)) (P)
- La Mine d'or de Donald (Donald's Gold Mine) (P)
- Out of the Frying Pan Into the Firing Line (P)
- Bambi (P)
- Un os pour deux (T-Bone for Two) (P)
- Saludos Amigos (P)
- Dingo joue au baseball (How to Play Baseball) (P)
- Donald se camoufle (The Vanishing Private) (P)
- Dingo champion olympique (The Olympic Champ) (P)
- Comment être un bon nageur (How to Swim) (P)
- Donald parachutiste (Sky Trooper) (P)
- Pluto au zoo (Pluto at the Zoo) (P)
- Dingo va à la pêche (How to Fish) (P)
- Donald groom d'hôtel (Bellboy Donald) (P)

### 1943
- The Winged Scourge (R)
- British Torpedo Plane Tactics (P)
- Pedro (P)
- El Gaucho Goofy (P)
- The Spirit of '43 (P)
- Education for Death (P)
- Donald crève (Donald's Tire Trouble) (P)
- Pluto et l'Armadillo (Pluto and the Armadillo) (P) (A)
- La Machine volante (The Flying Jalopy) (P)
- Pluto soldat (Private Pluto) (P)
- Gauche... Droite (Fall Out, Fall In) (P)
- Victoire dans les airs (Victory Through Air Power)) (P)
- Vive le pogostick (Victory Vehicles) (P)
- Reason and Emotion (P)
- Figaro et Cléo (P)
- Facéties militaires (The Old Army Game) (P)
- À l'attaque ! (Home Defense) (P)
- Petit Poulet (Chicken Little) (P)

### 1944
- Le Pélican et la Bécasse (The Pelican and the Snipe)(P)
- Pour être un bon marin (How to Be a Sailor) (P)
- Donald joue du trombone (Trombone Trouble) (P)
- Le Golf (How to Play Golf) (P)
- Donald et le Gorille (Donald Duck and the Gorilla) (P)
- L'Œuf du condor géant (Contrary Condor) (P)
- Commando Duck (P)
- Le Printemps de Pluto (Springtime for Pluto) (P)
- Inventions nouvelles (The Plastics Inventor) (P)
- Dingo joue au football (How to Play Football) (P)
- Premiers Secours (First Aiders) (P)
- Donald est de sortie (Donald's Off Day) (P)
- Les Trois Caballeros (The Three Caballeros) (P)

### 1945
- Cleanliness Brings Health (R)
- The Cold-Blooded Penguin (P)
- L'Histoire du gauchito volant (The Flying Gauchito) (P)
- La Chasse au tigre (Tiger Trouble) (P)
- Donald emballeur (The Clock Watcher) (P)
- Pluto est de garde (Dog Watch) (P)
- Donald et le Fakir (The Eyes have it) (P)
- Souvenir d'Afrique (African Diary) (P)
- Le crime ne paie pas (Donald's Crime) (P)
- En route pour l'Ouest (Californy 'er Bust) (P)
- Casanova canin (Canine Casanova) (P)
- Imagination débordante (Duck Pimples) (P)
- La Légende du rocher coyote (The Legend of Coyote Rock) (P)
- Donald et Dingo marins (No Sail) (P)
- La Castagne (Hockey Homicide) (P)
- Donald a sa crise (Cured Duck) (P)
- Patrouille canine (Canine Patrol) (P)
- Le Vieux Séquoia (Old Sequoia) (P)

### 1946
- Blue Bayou (P)
- After You've Gone (P)
- All the Cats Join In (P)
- Chevalier d'un jour (A Knight for a Day) (P)
- Le Petit Frère de Pluto (Pluto's Kid Brother) (P)
- La Boîte à musique (Make Mine Music) (P)
- Dodo Donald (Sleepy Time Donald) (P)
- Pluto au pays des tulipes (In Dutch) (P)
- Les Locataires de Mickey (Squatter's Rights) (P) (A)
- Donald et son double (Donald's Double Trouble) (P)
- Pluto détective (The Purloined Pup) (P)
- Peinture fraîche (Wet Paint) (P)
- Casey at the Bat (P)
- Pierre et le Loup (Peter and the Wolf) (P)
- Johnnie Fedora and Alice Bluebonnet (P)
- The Martins and the Coys (P)
- La Baleine qui voulait chanter au Met (Willie the Operatic Whale) (P)
- Donald dans le Grand Nord (Dumb Bell of the Yukon) (P)
- Donald gardien de phare (Lighthouse Keeping) (P)
- Bath Day (P)
- Donald, ramenez-le vivant (Frank Duck brings 'em back Alive) (P)
- Mélodie du Sud (Song of the South) (P)
- Double Dribble (P)

### 1947
- Ça chauffe chez Pluto (Pluto's Housewarming) (P)
- Mickey, Pluto et l'Autruche (Mickey Down Under) (P)
- Les Chiens de secours (Rescue Dog) (P)
- Straight Shooters (P)
- Figaro and Frankie (P)
- Le Clown de la jungle (Clown of the Jungle) (P)
- Le Dilemme de Donald (Donald's Dilemma) (P)
- Déboires sans boire (Crazy with the Heat) (P)
- Pépé le grillon (Bootle Beetle) (P)
- Donald et les Grands Espaces (Wide Open Spaces) (P)
- Bongo, roi du cirque (Bongo) (P)
- Coquin de printemps (Fun and Fancy Free) (P) (A)
- Mickey et le Haricot magique (Mickey and the Beanstalk) (P) (A)
- Rendez-vous retardé (Mickey's Delayed Date) (P) (A)
- Dingo va à la chasse (Foul Hunting) (P)
- Mail Dog (P)
- Donald chez les écureuils (Chip an' Dale) (P)
- Pluto chanteur de charme (Pluto's Blue Note) (P)

### 1948
- Pecos Bill (P)
- Ils sont partis (They're Off) (P)
- Dingo et Dolorès (The Big Wash) (P)
- Drip Dippy Donald (P)
- C'est la faute de la samba (Blame It on the Samba) (P)
- Papa Canard (Daddy Duck) (P)
- Bone Bandit (P)
- Voix de rêve (Donald's Dream Voice) (P)
- À la gloire d'un arbre (Trees) (P)
- Bumble Boogie (P)
- Mélodie Cocktail (Melody Time) (P)
- Johnny Pépin-de-Pomme (Johnny Appleseed) (P)
- Pluto's Purchase (P)
- Le Procès de Donald (The Trial of Donald Duck) (P)
- Pluto et Figaro (Cat Nap Pluto) (P)
- Donald décorateur (Inferior Decorator) (P)
- Le Protégé de Pluto (Pluto's Fledgling) (P)
- À la soupe ! (Soup's On) (P)
- Le petit déjeuner est servi (Three for Breakfast) (P)
- Danny, le petit mouton noir (So Dear to My Heart) (P)
- Mickey et le Phoque (Mickey and the Seal) (P)
- L'Île aux phoques (Seal Island) (P)
- Donald et les Fourmis (Tea for Two Hundred) (P)

### 1949
- Donald amoureux (Crazy Over Daisy) (P)
- Mickey et Pluto au Mexique (Pueblo Pluto) (P)
- Pile ou Farces (Donald's Happy Birthday) (P)
- Pluto's Surprise Package (P)
- Sea Salts (P)
- Pluto's Sweater (P)
- Donald forestier (Winter Storage) (P)
- Pluto et le Bourdon (Bubble Bee) (P)
- Le Miel de Donald (Honey Harvester) (P)
- Dingo joue au tennis (Tennis Racquet) (P)
- Donald fait son beurre (All in a Nutshell) (P)
- Dingo fait de la gymnastique (Goofy Gymnastics) (P)
- La Mare aux grenouilles (The Wind in the Willows) (P)
- Le Crapaud et le Maître d'école (The Adventures of Ichabod and Mr. Toad) (P)
- Jardin paradisiaque (The Greener Yard) (P)
- Sheep Dog (P)
- Slide, Donald, Slide (P)
- Donald et son arbre de Noël (Toy Tinkers) (P)

## Années 1950

### 1950
- Pluto's Heart Throb (P)
- Attention au lion (Lion Around) (P)
- Pluto and the Gopher (P)
- Cendrillon (Cinderella) (P)
- The Brave Engineer (P)
- Wonder Dog (P)
- La Roulotte de Donald (Trailer Horn) (P)
- Primitive Pluto (P)
- Donald pilote d'essai (Test Pilot Donald) (P)
- Puss Cafe (P)
- Automaboule (Motor Mania) (P)
- L'Île au trésor (Treasure Island) (P)
- Pests of the West (P)
- Pluto joue à la main chaude (Food for Feudin') (P)
- Donald pêcheur (Hook, Lion and Sinker) (P)
- Camp Dog (P)
- Donald à la plage (Bee at the Beach) (P)
- Le petit oiseau va sortir (Hold That Pose) (P)
- Morris the Midget Moose (P)
- Donald blagueur (Out on a Limb) (P)
- La Vallée des castors (Beaver Valley) (P)

### 1951
- Lambert le lion peureux (Lambert the Sheepish Lion) (P)
- Dingo et le Lion (Lion Down) (P)
- Drôle de poussin (Chicken in the Rough) (P)
- Pluto et la Cigogne (Cold Storage) (P)
- Dude Duck (P)
- Tic et Tac séducteurs (Two Chips and a Miss) (P)
- Dingo architecte (Home Made Home) (P)
- Une partie de pop-corn (Corn Chips) (P)
- Guerre froide (Cold War) (P)
- Plutopia (P)
- On jeûnera demain (Tomorrow We Diet!) (P)
- Donald gagne le gros lot (Lucky Number) (P)
- Alice au pays des merveilles (Alice in Wonderland) (P)
- La Terre, cette inconnue (Nature's Half Acre) (P)
- How to Catch a Cold (P)
- Pluto et le Raton laveur (R'coon Dawg) (P)
- Vive la fortune (Get Rich Quick) (P)
- Le Chat, le Chien et la Dinde (P)
- Papa Dingo (Fathers Are People) (P)
- Bon pour le modèle réduit (Out of Scale) (P)
- Défense de fumer (No Smoking) (P)
- Donald et la Sentinelle (P)

### 1952
- Papa, c'est un lion (Father's Lion) (P)
- Le Verger de Donald (Donald Applecore) (P)
- Hello, aloha (P)
- Tout doux, toutou (Man's Best Friend) (P)
- Let's Stick Together (P)
- Dingo cow-boy (Two Gun Goofy) (P)
- Susie, le petit coupé bleu (Susie the Little Blue Coupe) (P)
- Robin des Bois et ses joyeux compagnons (The Story of Robin Hood and His Merrie Men) (P)
- Dingo professeur (Teachers are People) (P)
- Uncle Donald's Ants (P)
- The Little House (P)
- La Fête de Pluto (Pluto's Party) (P)
- Donald et la Sorcière (Trick or Treat) (P)
- Dingo en vacances (Two Weeks Vacation) (P)
- L'Arbre de Noël de Pluto (Pluto's Christmas Tree) (P)
- Les Oiseaux aquatiques (Water Birds) (P)
- Dingo détective (How to Be a Detective) (P)

### 1953
- Au pays des ours (Bear Country) (P)
- Peter Pan (P)
- The Alaskan Eskimo (P)
- Papa est de sortie (Father's Day Off) (P)
- Mickey à la plage (The Simple Things) (P)
- Dingo toréador (For Whom the Bulls Toil) (P)
- Melody (P)
- La Fontaine de jouvence de Donald (Don's Fountain of Youth) (P)
- Le Week-end de papa (Father's Week-end) (P)
- L'Art de la danse (How to Dance) (P)
- Everglades, monde mystérieux (Prowlers of the Everglades) (P)
- La Rose et l'Épée (The Sword and the Rose) (P)
- Le Nouveau Voisin (P)
- Football Now and Then (P)
- Rugged Bear (P)
- Les Instruments de musique (Toot Whistle Plunk and Boom) (P)
- Franklin et moi (Ben and Me) (P)
- Les Cacahuètes de Donald (Working for Peanuts) (P)
- Canvas Back Duck (P)
- Comment dormir en paix (How to Sleep) (P)
- Échec au roi (Rob Roy, the Highland Rogue) (P)

### 1954
- Siam (P)
- Johnnie Fedora and Alice Bluebonnet (P)
- Donald et les Pygmées cannibales (Spare the Rod) (P)
- L'Agenda de Donald (Donald's Diary) (P)
- Stormy, the Thoroughbred with an Inferiority Complex (P)
- Tic et Tac au Far-West (The Lone Chipmunks) (P)
- Two for the Record (P)
- Pigs Is Pigs (P)
- Casey Bats Again (P)
- Le Dragon mécanique (Dragon Around) (P)
- Petit Toot (Little Toot) (P)
- Donald visite le parc de Brownstone (Grin and Bear It) (P)
- C'est un souvenir de décembre (Once Upon a Wintertime) (P)
- Social Lion (P)
- The Flying Squirrel (P)
- Davy Crockett, roi des trappeurs (Davy Crockett, King of the Wild Frontier) (P)
- Donald visite le Grand Canyon (Grand Canyonscope) (P)
- Vingt Mille Lieues sous les mers (20000 Leagues Under the Sea) (P)

### 1955
- Men Against the Arctic (P)
- I'm No Fool with a Bicycle (P)
- You and Your Five Senses (P)
- You and Your Senses of Smell and Taste (P)
- You and Your Sense of Touch (P)
- You and Your Food (P)
- I'm No Fool with Fire (P)
- You the Human Animal (P)
- No Hunting (P)
- Switzerland (P)
- Lake Titicaca (P)
- Contrast in Rhythm (P)
- La Belle et le Clochard (Lady and the Tramp) (P)
- Dateline: Disneyland (TV) (P)
- Un sommeil d'ours (Bearly Asleep) (P)
- Donald et les Abeilles ( Beezy Bear) (P)
- Donald flotteur de bois (Up a Tree) (P)
- I'm No Fool in Water (P)
- Samoa (P)
- The Mickey Mouse Club (série TV) (A)

### 1956
- I'm No Fool Having Fun (P)
- You and Your Ears (P)
- Chips Ahoy (P)
- Humphrey va à la pêche (Hooked Bear) (P)
- Corky and White Shadow (série TV) (P)
- L'Infernale Poursuite (The Great Locomotive Chase) (P)
- How to Have an Accident in the Home (P)
- Jack and Old Mac (P)
- In the Bag (P)
- I'm No Fool as a Pedestrian (P)
- Les Secrets de la vie (Secrets of Life) (P)
- L'impossible plausible (The Plausible Impossible) de William Beaudine
- A Cowboy Needs a Horse (P)
- Along the Oregon Trail (TV) (P)
- Disneyland, U.S.A. (P)
- Sur la piste de l'Orégon (Westward Ho the Wagons!) (P)

### 1957
- Johnny Tremain (P)
- The Story of Anyburg U.S.A. (P)
- The Truth About Mother Goose (P)
- Les Aventures de Perri (Perri) (P)
- Disneyland: The Fourth Anniversary Show (TV) (P)
- Zorro (série TV) (P)
- Mars and Beyond (TV) (P)
- Fidèle Vagabond (Old Yeller) (P)

### 1958
- Walt Disney Presents: Annette (série TV) (P)
- La Légende de Sleepy Hollow (Legend of Sleepy Hollow) (P)
- Lueur dans la forêt (The Light in the Forest) (P)
- Paul Bunyan (P)
- Le Désert de l'Arctique (White Wilderness) (P)
- Our Friend the Atom (P)
- Signé Zorro (The Sign of Zorro) (P)
- Grand Canyon (P)

### 1959
- Mysteries of the Deep (P)
- La Belle au bois dormant (Sleeping Beauty) (P)
- Quelle vie de chien ! (The Shaggy Dog) (P)
- Donald au pays des mathémagiques (Donald in Mathmagic Land) (P)
- Darby O'Gill et les Farfadets (Darby O'Gill and the Little People) (P)
- How to Have an Accident at Work (P)
- Moochie of the Little League (TV) (P)
- Noah's Ark (P)

## Années 1960

### 1960
- Islands of the Sea (P)
- Donald Duck and his Companions (P)
- Goliath II (P)
- L'Enlèvement de David Balfour (Kidnapped) (P)
- Pollyanna (P)
- Les Dix Audacieux (Ten Who Dared) (P)
- Les Robinsons des mers du Sud (Swiss Family Robinson) (P)

### 1961
- Les 101 dalmatiens (One Hundred and One Dalmatians) (P)
- The Saga of Windwagon Smith (P)
- Monte là-d'ssus (The Absent Minded Professor) (P)
- Donald and the Wheel (P)
- The Litterbug (P)
- Nomades du Nord (Nikki, Wild Dog of the North) (P)
- Bobby des Greyfriars (Greyfriars Bobby: The True Story of a Dog) (P)
- The Magnificent Rebel (TV) (P)
- Babes in Toyland (P)
- Dingo fait de la natation (Aquamania) (P)

### 1962
- Hans Brinker or the Silver Skates (TV) (P)
- Un pilote dans la Lune (Moon Pilot) (P)
- Bon voyage ! (P)
- Compagnon d'aventure (Big Red) (P)
- The Golden Horseshoe Revue (TV) (P)
- Presque des anges (Almost Angels) (P)
- La Légende de Lobo (The Legend of Lobo) (P)
- The Mooncussers (en) (TV) (P)
- A Symposium on Popular Songs (P)

### 1963
- Après lui, le déluge (Son of Flubber) (P)
- Le Grand Retour (Miracle of the White Stallions) (P)
- Yellowstone Cubs (P)
- Sam l'intrépide (Savage Sam) (P)
- L'Été magique (Summer Magic) (P)
- L'Affaire du cheval sans tête (The Horse Without a Head) (TV) (P)
- The Waltz King (TV) (P)
- L'Incroyable Voyage (The Incredible Journey) (P)
- Merlin l'Enchanteur (The Sword in the Stone) (P)

### 1964
- Ballad of Hector, the Stowaway Dog (TV) (P)
- Les Mésaventures de Merlin Jones (The Misadventures of Merlin Jones) (P)
- L'Épouvantail (The Scarecrow of Romney Marsh) (TV) (P)
- Les Trois Vies de Thomasina (P)
- La Baie aux émeraudes (The Moon-Spinners) (P)
- Mary Poppins (P)
- The Tenderfoot (TV) (P)
- Émile et les Détectives (Emil and the Detectives) (P)

### 1965
- The Legend of Young Dick Turpin (TV) (P)
- The Adventures of Gallegher (série TV) (P)
- Calloway le trappeur (Those Calloways) (P)
- Freewayphobia No. 1 (P)
- Kilroy (série TV) (P)
- Un neveu studieux (The Monkey's Uncle) (P)
- Goofy's Freeway Troubles (P)
- The Further Adventures of Gallegher (série TV) (P)
- L'Espion aux pattes de velours (That Darn Cat!) (P)

### 1966
- Winnie l'ourson et l'Arbre à miel (P)
- Quatre Bassets pour un danois (The Ugly Dachshund) (P)
- Ballerina (TV) (P)
- Lieutenant Robinson Crusoé (Lt. Robin Crusoe, U.S.N.) (P)
- Demain des hommes (Follow Me, Boys!) (P)
- Le Prince Donegal (The Fighting Prince of Donegal) (P)

### 1967
- Rentrez chez vous, les singes ! (Monkeys, Go Home !) (P)
- Picsou banquier (Scrooge McDuck and Money) (P)
- Le Plus Heureux des milliardaires (The Happiest Millionaire) (P)
- La Gnome-mobile (The Gnome-Mobile) (P)
- Le Livre de la jungle (The Jungle Book) (P)
- Charlie, the Lonesome Cougar (P)

### 1968
- Le Fantôme de Barbe-Noire (Blackbeard's Ghost) (P)
- The Mystery of Edward Sims (TV) (P)
- Winnie l'ourson dans le vent (P)

### 1969
- C'est pas drôle d'être un oiseau (It's Tough to Be a Bird) (P)

## Années 1970

### 1970
- I'm No Fool with Electricity (P)
- Les Aristochats (P)

## Années 2000
- 2002 : Mickey's House of Villains (A)

## Comme scénariste
- 1928 : Steamboat Willie